# Xylographus bostrychoides
Xylographus bostrychoides är en skalbaggsart som först beskrevs av Dufour 1843.  Xylographus bostrychoides ingår i släktet Xylographus, och familjen trädsvampborrare. Arten har ej påträffats i Sverige.